# Капанбулацький сільський округ
Капанбула́цький сільський округ (каз. Қапанбұлақ ауылдық округі, рос. Капанбулакский сельский округ) — адміністративна одиниця у складі Жарминського району Абайської області Казахстану. Адміністративний центр — село Капанбулак.
Населення — 752 особи (2021; 1011 у 2009, 1549 у 1999, 2238 у 1989).
Станом на 1989 рік існувала Капанбулацька сільська рада (села Єгінбулак, Капанбулак, Кизилжулдуз, Нарбота, Первомайське, Скотоімпорт). Села Нарбота, Первомайське були ліквідовані 2007 року, станційні селища Роз'їзд 12, Роз'їзд 14 — 2009 року.

## Склад
До складу округу входять такі населені пункти:
| Населений пункт              | Старі назви               | Населення, осіб (1989) | Населення, осіб (1999) | Населення, осіб (2009) | Населення, осіб (2021) |
| ---------------------------- | ------------------------- | ---------------------- | ---------------------- | ---------------------- | ---------------------- |
| Баликтиколь, село            | Скотоімпорт               | 184                    | 141                    | 78                     | 77                     |
| Єгінбулак, село              | Єгін-Булак                | 344                    | 208                    | 144                    | 95                     |
| Капанбулак, село             | Капан-Булак               | 934                    | 529                    | 354                    | 263                    |
| --Нарбота, село              | -                         | 162                    | 44                     | 10                     | 5                      |
| Капанбулак, станційне селище | -                         | -                      | 176                    | 194                    | 196                    |
| Первомайське, село           | -                         | 199                    | 83                     | -                      | -                      |
| Роз'їзд 12, станційне селище | -                         | -                      | 59                     | 23                     | -                      |
| Роз'їзд 14, станційне селище | -                         | -                      | 27                     | 13                     | -                      |
| Тулеугалі Абдибекова, село   | Кизил-Жулдуз, Кизилжулдуз | 415                    | 282                    | 195                    | 115                    |
| --Косе, село                 | -                         | -                      | -                      | -                      | 1                      |